# Dendropsophus xapuriensis
Espèce
Synonymes
- Hyla xapuriensis Martins & Cardoso, 1987

Statut de conservation UICN

 LC  : Préoccupation mineure
Dendropsophus xapuriensis est une espèce d'amphibiens de la famille des Hylidae.

## Répartition
Cette espèce est endémique du Brésil. Elle se rencontre à Xapuri dans l'État d'Acre,.

## Description
Dendropsophus xapuriensis mesure 15,7 à 18,4 mm pour les mâles.

## Étymologie
Son nom d'espèce, composé de xapuri et du suffixe latin -ensis, « qui vit dans, qui habite », lui a été donné en référence au lieu de sa découverte, Xapuri.

## Publication originale
- Martins & Cardoso, 1987 : Novas espécies de hilídeos do Estado do Acre (Amphibia: Anura). Revista Brasileira de Biologia, vol. 47, no 4, p. 549-558 (texte intégral).